# 松阪市立歴史民俗資料館
松阪市立歴史民俗資料館（まつさかしりつれきしみんぞくしりょうかん）は、三重県松阪市殿町にある郷土史博物館。松阪市の歴史・民俗について広く展示し、とりわけ松阪商人、伊勢白粉（いせおしろい、射和軽粉〔いざわかるこ/いざわけいふん〕とも）、松阪木綿に関する資料群に特色がある。愛称は歴民。
1912年（明治45年）に飯南郡図書館（いいなんぐんとしょかん）として建設された建物を利用しており、1997年（平成9年）9月に本館と倉庫が登録有形文化財に登録されている。

## 展示
松阪市の歴史・民俗に関する展示を行う。特に松阪商人と松阪商人の富の形成に大きく貢献した伊勢白粉（射和軽粉）と松阪木綿といった伝統工芸に関する展示を核としており、他に類を見ない貴重なコレクションを形成している。このほか松阪に住んでいたことのある小説家・梶井基次郎に関する資料や松坂城関係資料も保有している。資料館の展示資料のほとんどは市民らからの寄贈品または借用品である。
1階の展示室「店の間」は松阪商人に関する展示を行い、湊町の伊勢参宮街道で薬種商をしていた桜井家の金看板（池大雅筆）などを見ることができる。ほかに企画展示も1階で行っており、年4 - 5回ほど松阪に関する企画展を開催する。
2階は伊勢白粉と松阪木綿の展示を行う。伊勢白粉は水銀を利用したおしろいで化粧品として利用されただけでなく、堕胎薬や馬のシラミ取りの薬品としても用いられた。松阪木綿はいち早く江戸に進出した商品であり、資料館では藍などの植物染料、機織り機、縞帳といった関係資料を展示するのみならず、予約すれば機織り体験もできるようにしている。また毎年夏季に藍染体験教室を開講している。

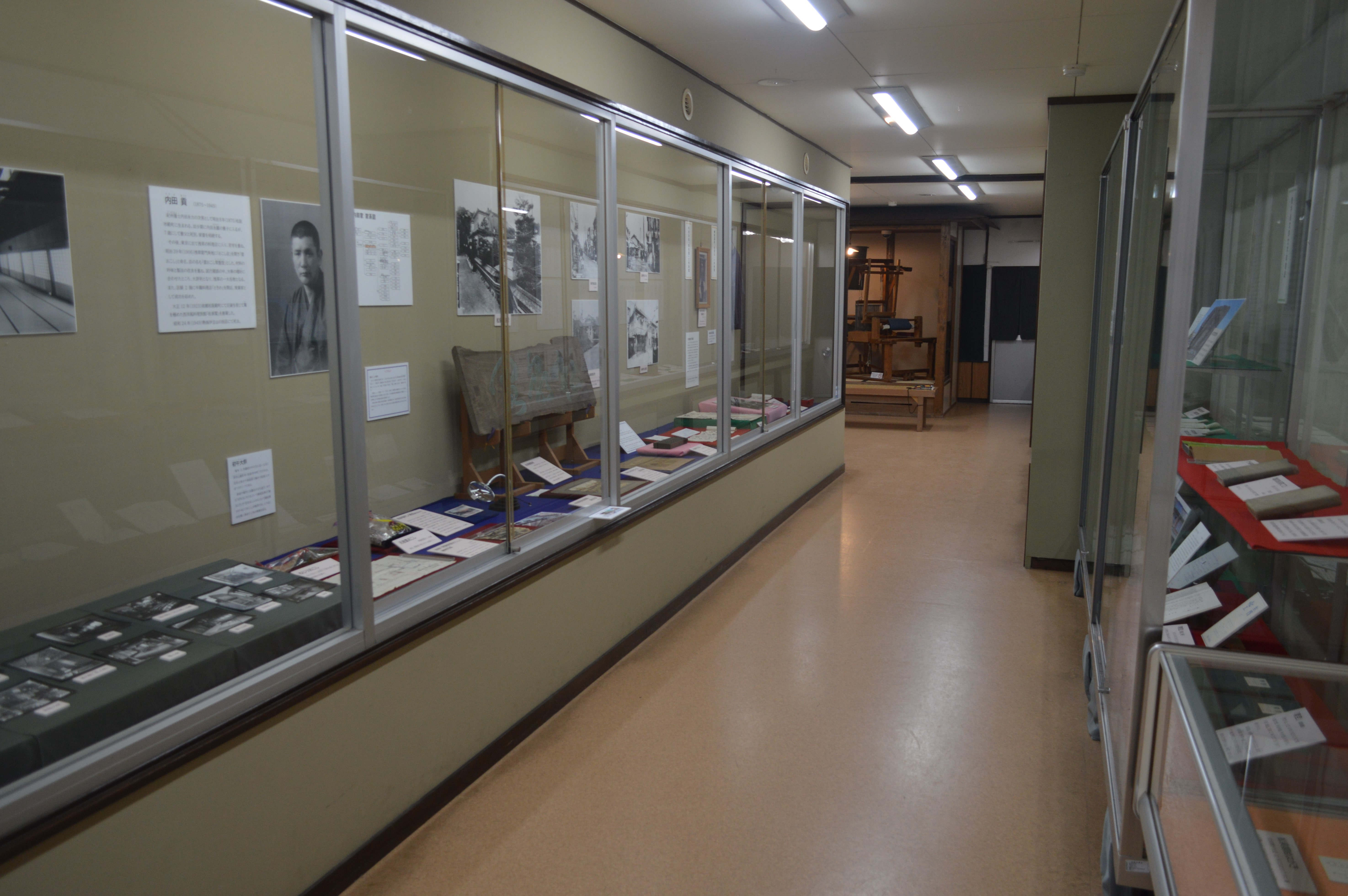
1階の展示
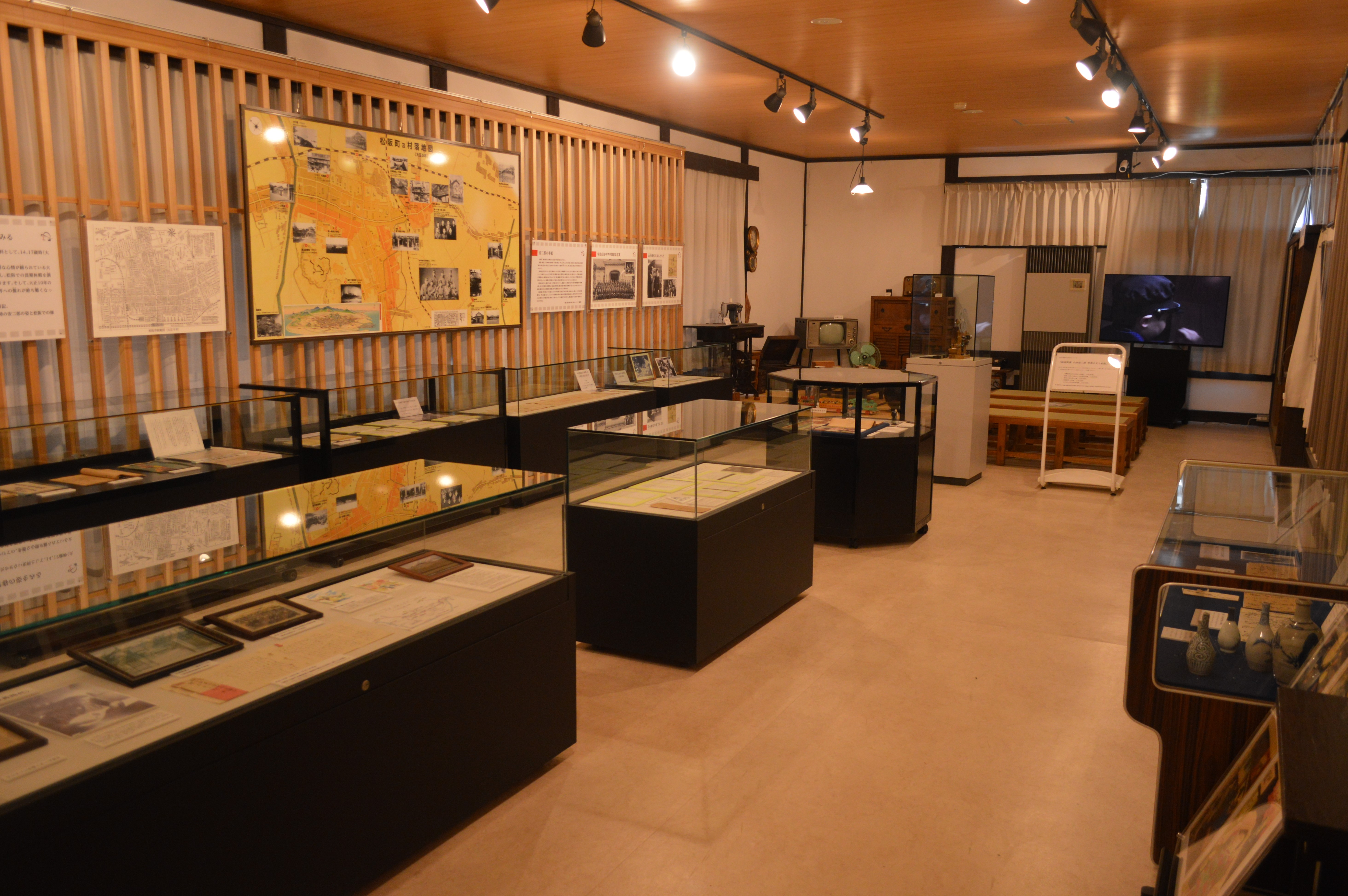
2階の小津安二郎松阪記念館

## 歴史
1977年（昭和52年）6月1日に新築開館した松阪市社会教育センター（現・松阪公民館）に松阪市立図書館が移転したことを受け、旧図書館の建物を松阪市立歴史民俗資料館に転用することが決定した。そして1978年（昭和53年）11月1日に改装を終え、松阪市市制施行45周年記念事業の一環として開館した。当日は市長の吉田逸郎をはじめとして約30人が出席して開館式が挙行された。初代館長には前年に三重県立博物館の館長を退職した田畑美穂（たばたよしほ）が就任し、田畑は資料館の展示の中心に松阪木綿を据えた。これは1970年代の日本各地で見られた、伝統産業を核とする町並み保存運動の中で進められた歴史民俗資料館の設置の潮流に合致するものであった。
開館当時より松阪商人・伊勢白粉（射和の軽粉）・松阪木綿・考古と歴史の4つの常設展コーナーと1つの企画展コーナーで構成され、入場料は大人50円、学生（小中高生）20円であった。なお第1回の企画展は、「収穫の秋」にちなんだ稲作に関する民具の展示を開催した。田畑館長は松阪木綿の復活を目指す「ゆうづる会」や郷土の文化遺産の発掘と活用を目的とした「あいの会・松坂」を立ち上げ、松阪もめん手織りセンターの設立にも携わった。「あいの会・松坂」は1981年（昭和56年）に若手経済人から相談を受けて田畑らが設立し、行政の補助金に頼らずに活動することを信条としている。
1997年（平成9年）9月3日に資料館の本館と倉庫が日本国の登録有形文化財に登録された。この2件は、松阪市内の登録有形文化財の登録第1号となった。
2013年（平成25年）、魚町の旧家である長谷川家から邸宅と共に膨大な資料の寄贈を受け、順次資料の整理と公開を進めている。2016年（平成28年）1月にはそのうちの一部である日本各地の名所図会約50種の展示・公開を行った。
2021年（令和3年）4月3日、2階に小津安二郎松阪記念館を新設してリニューアルオープンした。

## 建物
松阪市立歴史民俗資料館の本館と倉庫は、それぞれ松阪市立歴史民俗資料館（旧飯南郡図書館）本館、松阪市立歴史民俗資料館（旧飯南郡図書館）倉庫の名称で日本国の登録有形文化財となっている。どちらも登録は1997年（平成9年）9月3日である。
1910年（明治43年）11月に時の皇太子（後の大正天皇）が松阪公園へ行啓したことを記念して図書館の建設が建議され、同公園の北西の竹林を整地し、翌1911年（明治44年）に着工、1912年（明治45年）に本館・倉庫・新聞雑誌縦覧所などの建物からなる飯南郡図書館として開館した。建設費はほぼ住民からの寄付で賄われた。設計者は清水義一である。本館は和風の木造建築で2階建てであり、左右対称になっている。倉庫は漆喰の壁を下見板で覆うことで本館と外観の意匠を合わせているが、本館よりも高さを抑えている。

## 利用案内
法的には博物館法の適用を受けない「博物館類似施設」であるが、三重県博物館協会の会員である。松阪市内の中学生の職場体験や大学生の学芸員実習を多く受け入れている。
松坂城の中にあることから、来館者の7割が三重県外からの訪問者である。このほか小・中学校の遠足や社会見学も多い。
- 開館時間：9時から16時30分（ただし10月 - 3月は16時まで）
- 休館日：月曜日（祝日の場合は開館）、祝日の翌日、年末年始、企画展入れ替え期間
- 入館料：大人100円、学生（小中高生）50円
  - 団体割引、松阪商人の館との共通入場券あり[6]。伊勢・鳥羽・志摩スーパーパスポート まわりゃんせの利用が可能[23]。特別企画展開催中は無料になることがある[12]。

### 交通
- JR紀勢本線・近鉄山田線松阪駅より
  - 徒歩約15分[6]。
  - 三重交通バスに乗車、「市民病院前」バス停下車、徒歩約2分[7][8]。または鈴の音バスに乗車、「市民病院」バス停下車、徒歩約2分[8]。
- 伊勢自動車道松阪ICより自動車で約10分[6]。近隣の松阪市営駐車場（無料）を利用[6]。